# Daniela Alves Lima
Daniela Alves Lima (sinh ngày 12 tháng 1 năm 1984), thường được gọi là Daniela, là cựu tiền vệ bóng đá người Brazil từng chơi cho các câu lạc bộ chuyên nghiệp ở Brazil, Thụy Điển và Hoa Kỳ. Là một thành viên của đội tuyển bóng đá nữ quốc gia Brazil, cô tham dự vào kỳ Giải vô địch bóng đá nữ thế giới và ba kỳ Thế vận hội Olympic. Daniela là một tiền vệ trung tâm, là một cầu thủ nổi tiếng với những cú sút xa tầm cỡ.

## Sự nghiệp Quốc tế
Brazil muốn triệu tập Daniela tham gia đội hình của họ trong giải đấu Giải vô địch bóng đá nữ thế giới 1999 nhưng ở tuổi 15 năm, cô không đủ điều kiện để tham gia. Thay vào đó, cô xuất hiện lần đầu trong trận đấu sau đó, một trận thua giao hữu với đội tuyển Hoa Kỳ. Một đội tuyển thiếu kinh nghiệm của Brazil đã thua 6–0 trước các nhà vô địch thế giới tại sân vận động Mile High ở Denver vào ngày 26 tháng 9 năm 1999.
Năm 16 tuổi, Daniela là một thành viên của đội Brazil tham gia Thế vận hội Mùa hè 2000 và trở thành đội ra về với vị trí thứ tư. Cô là đội trưởng của đội Brazil U19 tuổi tại Giải vô địch bóng đá nữ U-19 thế giới 2002, ghi được ba bàn thắng khi đội bóng lọt vào bán kết. Trước giải vô địch bóng đá nữ thế giới năm 2003, Daniela được sắp xếp trong đội hình của Brazil và được huấn luyện viên ca ngợi: "Cô ấy rất giỏi. Mọi người đều quan tâm đến cô ấy." Tại giải đấu, cô đã thi đấu tốt và ghi bàn thắng gây khó chịu cho nhà vô địch Olympic Na Uy 4–1. Thụy Điển đánh bại Brazil với tỉ số 2-1 trong trận tứ kết.
Daniela và Brazil ra về với chiếc huy chương bạc tại các lần thi đấu tại Thế vận hội Olympic năm 2004 và 2008. Tại Giải vô địch bóng đá nữ thế giới 2007 tổ chức tại Trung Quốc, Brazil có chiến thắng 4–0 ấn tượng trước đối thủ Hoa Kỳ nhưng đã bị Đức đánh bại 2–0 trong trận chung kết. Daniela và các đồng đội Marta, Cristiane và Rosana được mệnh danh là "bốn cầu thủ tuyệt vời".